# Chrysomphalus trifasciculatus
Chrysomphalus trifasciculatus är en insektsart som beskrevs av Brimblecombe 1959. Chrysomphalus trifasciculatus ingår i släktet Chrysomphalus och familjen pansarsköldlöss. Inga underarter finns listade i Catalogue of Life.